# 山腰天鏡
山腰 天鏡（やまごし てんきょう、1848年（嘉永元年3月） - 1914年（大正3年）6月28日）は、日本の仏教学者、曹洞宗の僧侶。第5代曹洞宗大学（現・駒澤大学）学長。曹洞宗会議長。別名号=浄円。

## 来歴
越前国（福井県）に生まれる。石川県竜淵寺の谷浄天のもとで得度・嗣法。諸岳奕堂、森田悟由に師事し、曹洞宗専門本校（のち駒澤大学）に学ぶ。石川県金沢市の松山寺・一閑院・放生寺や鳥取県の竜徳寺住持を歴住。1888年（明治21年6月より大学林の教務学監。
1903年（明治36年）9月に第5代曹洞宗大学学長に就任。大学林の専門学校への昇格に尽力。曹洞宗会議長を務めた
。
1914年6月28日死去。67歳。